# James B. Francis

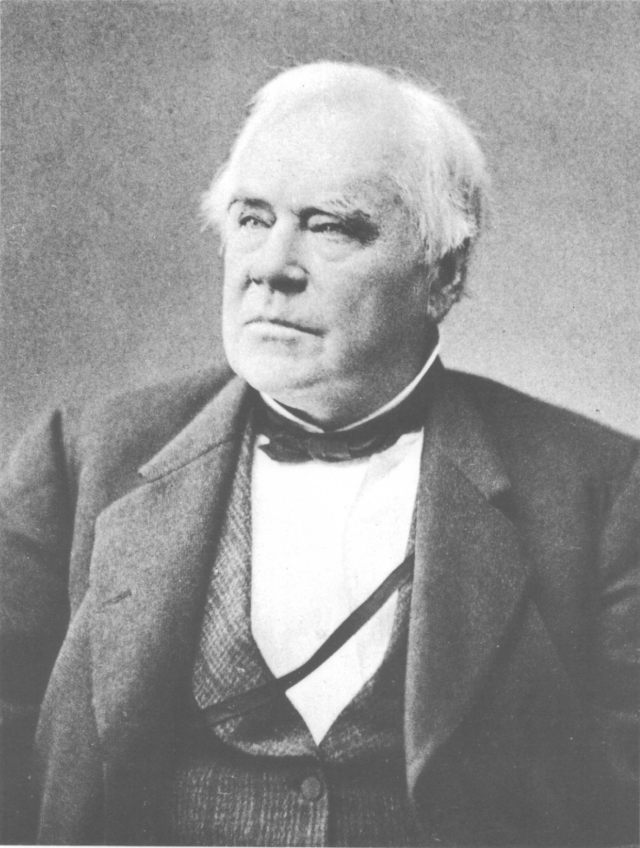
James B. Francis

James Bicheno Francis, född 15 maj 1815 i Southleigh, Oxfordshire, död 18 september 1892 i Lowell, Massachusetts, var en amerikansk ingenjör av engelsk börd.
Francis biträdde som yngling sin far med ingenjörsarbeten, särskilt vattenbyggnader, emigrerade 1833 till Amerika och fick anställning vid en järnvägsbyggnad i Connecticut samt sedermera som maskinritare vid Locks and Canal Company on the Merrimac River i Lowell. I detta bolags tjänst kvarstod han till 1884 och var även senare dess rådgivare.
Han blev 1837 förste arbetsledare vid ovannämnda bolags verkstäder, var konstruktör och arbetsledare för den 1850 fullbordade stora dammanläggningen vid Lowell, där han trots starka invändningar dimensionerade dammen synnerligen rikligt, vilket vid en högflod 1854 räddade staden med omnejd från en förödande översvämning.
Resultaten av sina banbrytande försök på vattenbyggnadsområdet publicerade han i The Lowell Hydraulic Experiments (1855; ny upplaga 1868). Därmed kom han in på turbinkonstruktionsområdet, där hans namn sedan framför allt blev berömt. Efter experiment med en av U. Boydon förbättrad Fourneyronturbin utbildade Francis den centripetala turbintyp ("cent-vent-water-wheel"), som efter honom kallas Francisturbinen. Han framhöll själv, att hans turbinhjul grundades på en redan av Jean Victor Poncelet och S. Hood tillämpad princip, men de av Francis genomförda förbättringarna och framställda teorierna måste dock anses mycket förtjänstfulla.
Francis författade många vetenskapliga avhandlingar (bl.a. en om gjutjärnspelare, 1865) och erhöll flera akademiska utmärkelser, var 1881 president i American Society of Civil Engineers och blev 1892 dess hedersledamot. I Lowell, i vars utveckling han hade betydande andel, anlade han en träimpregneringsanstalt och organiserade stadens brandsläckningsväsen.